# Yogamatte

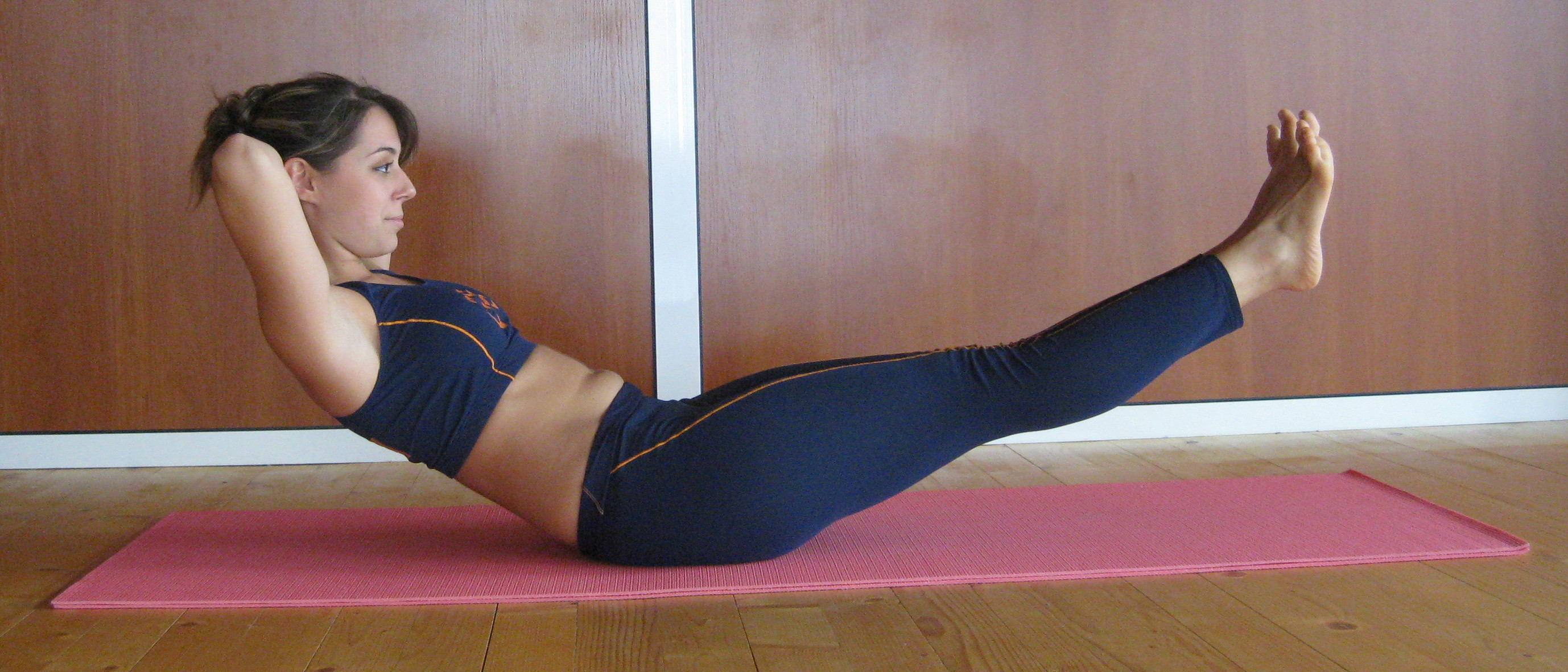
Yogahaltung auf einer Yogamatte

Yogamatten sind spezielle Matten, auf denen Yoga bzw. Krafttraining praktiziert wird.

## Eigenschaften
Sie rutschen meist weniger als Gymnastikmatten. Im Fachhandel werden Yogamatten aus Kautschuk, Jute, Naturwolle, Baumwolle oder anderen Materialien angeboten. Es gibt verschiedene Yogamatten für unterschiedliche Yogarichtungen. Sie sind meistens 60 cm breit und 180 bis 200 cm lang. Eine steigende Nachfrage nach kontrolliert biologischen, nachhaltigen bzw. umweltfreundlichen Yogamatten ist festzustellen. Es gibt auch Yogamatten aus recycling Materialien.

## Historisches
Im alten Indien wurden Naturmaterialien wie Kokosfasern, Jute oder Sisal verwendet, ebenso Tierfelle von Rotwild oder Tigern. In Europa nutzte man anfangs Handtücher auf Teppichen oder Baumwollmatten mit untergelegten Gummimatten, die das Rutschen auf Holzboden verhinderten. Die ersten rutschfesten Yogamatten in Deutschland wurden 1976 von Frieder Bausinger entwickelt, es waren Schurwollmatten mit einer rutschfesten Beschichtung aus Latex auf der Unterseite. Seit 2018 gibt es eine Yogamatte, die im Sinne der Kreislaufwirtschaft (englisch circular economy, closed-loop, cradle to cradle) produziert wird.